# Женщина в волнах
«Женщина в волнах» (фр. La Femme à la vague) — картина французского художника Гюстава Курбе, созданная в 1868 году. Хранится в коллекции Метрополитен-музея в Нью-Йорке. Натурщицей служила Джоанна Хиффернан.

## Описание
На картине изображена молодая обнаженная женщина, купающаяся в море. Женщина облокотилась на темную скалу. У неё очень светлая, почти полупрозрачная кожа. Волнистые красно-коричневые волосы скрыты за руками, поднятыми над головой, а несколько волнистых прядей падают на её лицо. Вода кажется более светлой вокруг её тела, где маленькие волны серо-голубой воды ударяются о тело и становятся более пенистыми. Настроение картины мрачное, так как солнце вот-вот сядет, на горизонте справа виден последний отблеск вечернего свечения. Вдалеке нарисована лодка.
Картина является одной из серии ню, созданных Курбе в период между 1864 и 1868 годами. Самая известная работа в этой серии сегодня — «Происхождение мира». Любовь Курбе к обнаженным телам была вызвана успехом картины Александра Кабанеля Рождение Венеры, которую тот выставлял на Парижском салоне в 1863 году, а также дальнейшими успехами картин в стиле ню других членов Академии.
С одной стороны, картина характеризуется большим реализмом, с другой стороны, она взывает к мифологическим мотивам. Купальщица похожа на богиню Венеру, рождённую из пены, а далекая лодка добавляет мистицизма. Через реализм Курбе подрывает представления о времени и противоречит принятым художественным приёмам. Реально выглядящая кожа и волосы подмышек не соответствуют традиции, из которой, фактически, и происходит мотив. Несмотря на то, что изображения Венеры у других художников были полностью открыты, Купальщица Курбе — выглядит более чувственно и провокационно.

## История
Курбе продал картину в 1873 году торговцу произведениями искусства Полу Дюран-Рюэлю, который в 1875 году перепродал её баритону Жан-Батисту Фору. Но, позже, в январе 1893 года, Дюран-Рюэль выкупил картину у Фора, и в том же месяце перепродал американскому производителю сахара Генри Осборну Хавемейеру и его жене Луизин В. Хавемейер. В 1929 году после смерти миссис Хавемайер, согласно её последней воле, картина «Женщину в волнах» вместе со значительной частью обширной коллекции произведений искусства перешла в Метрополитен-музей Нью-Йорка, где хранится по сей день.